# Pedro Tellechea
Pedro Rafael Tellechea Ruiz (Caracas, Venezuela; 5 de noviembre de 1975) es un militar, político e ingeniero mecánico venezolano, quien ha ocupado  altos cargos gubernamentales en el gobierno de Nicolás Maduro como ministro de Petróleo y presidente de Petróleos de Venezuela (PDVSA) entre 2023 y 2024, y Ministro de Industrias y Producción Nacional en 2024. Además, desde 2020 hasta el 2023 tuvo la presidencia de Petroquímica de Venezuela.
También fue gerente general de la Empresa Mixta Metanol de Oriente, Metor S.A.; y presidente de la Industria Venezolana de Aluminio (CVG Venalum).
El 20 de octubre del 2024 fue detenido por el gobierno de Nicolás Maduro.

## Biografía

### Carrera militar
Nació en la ciudad capital de Caracas, hijo de José Rafael Tellechea Oranoz. Graduado en 1992 de bachiller en el Liceo Militar Monseñor Jáuregui, ubicado en La Grita (estado Táchira). En 1993, se alista a la Academia Militar del Ejército Bolivariano (AMEB), donde egresa en 1998 de licenciado en ciencias y artes militares  en la promoción Cnel. Vicente Campo Elías. Posteriormente tras varios años alcanza la jerarquía de coronel del Ejército Bolivariano de la Fuerza Armada Nacional Bolivariana (FANB).
Tallechea, estudia una especialidad en finanzas públicas de la Universidad Santa María (2002-2004) y un magíster en operaciones navales en el posgrado de la Academia Militar de la Armada Bolivariana (2005-2007). Es enviado a Buenos Aires para sacar la ingeniería mecánica con mención armamento en la Escuela Superior Técnica del Ejército Argentino (actual Facultad de Ingeniería del Ejército «Grl. Div. Nicolás Manuel Savio») (2008-2013). Estuvo por un tiempo ejerciendo funciones en la Compañía Anónima Venezolana de Industrias Militares (CAVIM).

### Carrera civil y política
Tallechea ha ocupado varios cargos en la administración pública, inicialmente en Emsoven, para luego destacar en la gerencia general de la Empresa Mixta Metanol de Oriente, Metor S.A.; y las presidencias de la Industria Venezolana de Aluminio (CVG Venalum), Petroquímica de Venezuela (Pequiven) 
y posteriormente Petróleos de Venezuela (PDVSA). Entre sus acciones, designa una nueva gerencia a la empresa filial Monómeros Colombo Venezolanos S.A., con sede en Barranquilla, Colombia.
El 6 de enero de 2023 es nombrado presidente de Pdvsa en reemplazo de Asdrúbal Chávez según gaceta oficial N°42.542 e inicia una auditoria general.
El 14 de febrero de 2023 es ratificado como presidente de Pequiven según gaceta oficial 42.570. El 21 de marzo de 2023, es designado por el gobierno de Nicolás Maduro como el nuevo ministro del Ministerio del Poder Popular de Petróleo con tan solo cuatro años de experiencia en la industria del petróleo, cargo que ocupaba el político y criminólogo Tareck El Aissami, quien renuncia vía Twitter el mismo, tras acusaciones de «corrupción y blanqueo de capitales» por parte de su grupo de trabajo. Tellechea, señaló que la meta para 2024 de la industria petrolera venezolana es producir 1.759.000 de barriles de petróleo diarios (bpd).El 31 de agosto de 2023, deja el cargo de la presidencia de Pequiven, el cual es reemplazado por Ninoska La Concha.
Durante su período al frente de la estatal petrolera, se realizaron pagos de deuda, y se realizaron concesiones de operación a las empresas ExxonMobil, estadounidense, Repsol, española y ENI, italiana.Bajo su gestión la producción de crudo pasó de 754.000 barriles por día, a 927.000, un alza del 22,9 %, según cifras oficiales.
El 27 de agosto de 2024 es removido de la presidencia de PDVSA, siendo nombrado ministro de Industrias y Producción Nacional. «Nombro al ingeniero Pedro Tellechea para que lleve su capacidad gerencial y su capacidad profesional a la recuperación de toda la industria, pública, mixta y privada del país», comentó Nicolás Maduro al respecto de su nombramiento.
El 18 de octubre renuncia al ministerio alegando problemas de salud, y fue reemplazado por Alex Saab.

### Detención
El 21 de octubre de 2024, el fiscal general de la República, Tarek William Saab anunció la detención de Tellechea, por supuestamente la «entrega del Sistema de Control y Mando Automatizado, conocido como el cerebro de PDVSA, a una empresa controlada por los Servicios de inteligencia de EE.UU., vulnerando así todos los mecanismos legales», y anunció también la detención de sus «más inmediatos colaboradores».
Tellechea se suma a una lista de cinco exministros petroleros, detenidos o con causas judiciales abiertas por la propia justicia venezolana, junto a Rafael Ramírez, Eulogio del Pino, Nelson Martínez y Tareck El Aissami.
El ministro de Interior, Diosdado Cabello, acusó a Tellechea de poner en riesgo «la estabilidad petrolera del país», y además señaló que podría estar involucrado en «actividades conspirativas».También lo acusó de haberle entregado el manejo de PDVSA a una empresa, cuyo nombre no reveló, vinculada directamente al golpe de Estado del 11 de abril de 2002.
De acuerdo con El País, Tellechea formaba parte de la facción chavista encabezada por Delcy Rodríguez y su hermano Jorge Rodríguez.